# Léon Hourlier
Léon Hourlier (Reims, 16 de setembre de 1885 - Saint-Étienne-au-Temple, 16 d'octubre de 1915) va ser un ciclista francès, professional des del 1908 al 1914. Es va especialitzar en el Ciclisme en pista, en què va aconseguir una medalla al Campionat del món de velocitat i una al Campionat d'Europa.
Va morir en un accident aeri, juntament amb el seu cunyat Léon Comès, també ciclista, durant la Primera guerra mundial. Va ser condecorat amb la Creu de Guerra per les seves accions militars.

## Palmarès
- 1908
  -  Campió de França de Velocitat
  - 1r al Gran Premi de Reims
- 1911
  -  Campió de França de Velocitat
- 1912
  - 1r al Gran Premi de París
  - 1r al Gran Premi de Reims
- 1913
  - 1r al Gran Premi de Reims
- 1914
  -  Campió de França de Velocitat
  - 1r als Sis dies de París (amb Léon Comès)
  - 1r al Gran Premi de París
  - 1r al Gran Premi de Reims